# Halicyclops antiguaensis
Halicyclops antiguaensis – gatunek widłonoga z rodziny Halicyclopidae,. Nazwa naukowa tych skorupiaków została opublikowana w 1983 roku przez biologa Hansa-Volkmara Herbsta. Gatunek ten został ujęty w Katalogu Życia.